# Mahmuthisar, Ilgın
Mahmuthisar là một xã thuộc huyện Ilgın, tỉnh Konya, Thổ Nhĩ Kỳ. Dân số thời điểm năm 2011 là 529 người.